# Coronel Portillo (província)
Coronel Portillo é uma província do Peru localizada na região de  Ucayali. Sua capital é a cidade de Pucallpa.

## Distritos da província
- Callería
- Campoverde
- Iparía
- Manantay
- Masisea
- Nueva Requena
- Yarinacocha